# River Beauly

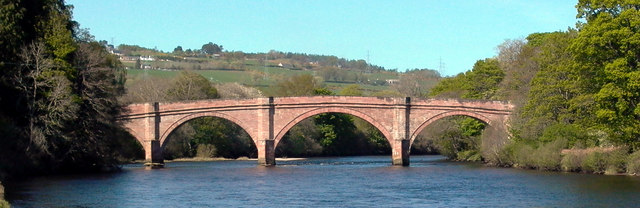
Lovat Bridge

Der River Beauly (schottisch-gälisch Abhainn nam Manach) ist ein nur etwa 25 km langer Küstenfluss in den schottischen Highlands; sein Wasserstand kann nach starken oder langanhaltenden Regenfällen bis zu 2 m ansteigen. Sein Mündungsbereich steht unter dem Einfluss der Gezeiten der Nordsee. Zusammen mit seinen Quell- und Zuflüssen entwässert er ein Gebiet von etwa 1000 km².

## Verlauf
Der River Beauly entsteht aus dem Zusammenfluss der Flüsse Glass und Farrar beim Ort Struy. Er fließt stetig in nordöstlicher Richtung um östlich der Kleinstadt Beauly in den Beauly Firth zu münden, der seinerseits ein Anhängsel des Moray Firth bildet.

## Orte
Aigas, Kilmorack, Beauly

## Staustufen
Der River Beauly wird bei Aigas und Kilmorack zweimal zur Flussregulierung und Energiegewinnung gestaut.

## Sehenswürdigkeiten
- Die Ruine der um das Jahr 1230 erbauten Beauly Priory befindet sich nur etwa 200 m nördlich des Ortes in unmittelbarer Nähe zum Fluss.
- Wichtigste Sehenswürdigkeit ist die in den Jahren 1811 bis 1814 südwestlich von Beauly von Thomas Telford entworfene fünfbogige Lovat Bridge, die heute von der A862 genutzt wird; diese wurde im Jahr 1894 wegen des Einsturzes zweier Bögen infolge von Hochwasser teilweise erneuert.
- Einige hundert Meter flussabwärts liegt die Eisenbahnbrücke der Far North Line, die im Zuge des Baus der Strecke in den 1860er Jahren errichtet wurde.